# Latur (distrikt)

Distriktets läge i Maharashtra.

Latur är ett distrikt i delstaten Maharashtra i västra Indien. Befolkningen uppgick till 2 080 285 invånare vid folkräkningen 2001, på en yta av 7 157 kvadratkilometer. Den administrativa huvudorten är Latur. 

## Administrativ indelning
Distriktets är indelat i tio tehsil (en kommunliknande enhet):
- Ahmadpur
- Ausa
- Chakur
- Deoni
- Jalkot
- Latur
- Nilanga
- Renapur
- Shirur-Anantpal
- Udgir

## Städer
Distriktets städer är Latur, distriktets huvudort, samt:
- Ahmadpur, Ausa, Nilanga och Udgir